# Chrysosporium georgiae
Chrysosporium georgiae är en svampart som först beskrevs av Varsavsky & Ajello, och fick sitt nu gällande namn av Oorschot 1980. Chrysosporium georgiae ingår i släktet Chrysosporium och familjen Onygenaceae.   Inga underarter finns listade i Catalogue of Life.